# Capgemini sd&m
Die Capgemini sd&m AG war ein deutsches IT-Beratungs- und Dienstleistungsunternehmen mit Sitz in München. Das Unternehmen entstand 1982 als sd&m. 2001 wurde es von Capgemini aufgekauft und zunächst als eigenständige Einheit sd&m fortgeführt, bis es 2008 mit einem anderen Konzernbereich fusionierte zur Capgemini sd&m. Im Jahre 2010 ging das Unternehmen vollständig in Capgemini auf.

## Zeit als sd&m
Das Unternehmen wurde am 1. Oktober 1982 von Ernst Denert und Ulfried Maiborn unter dem Namen sd&m software design und management gegründet. sd&m war an den deutschen Standorten München, Stuttgart, Walldorf (Baden), Frankfurt (Offenbach), Köln/Bonn (Troisdorf), Düsseldorf, Berlin, Hannover und Hamburg sowie in Zürich und Wien vertreten. Zusätzlich existieren ein Nearshore-Center in Wrocław, Polen und Offshore-Teams in Mumbai und Bangalore, Indien.

## Zeit als Capgemini sd&m
Seit 2001 gehört das Unternehmen zur Capgemini-Gruppe. Der Gründer Ernst Denert verließ danach das Unternehmen. Seit 1. Oktober 2008 wird die bis dahin als Tochtergesellschaft von Capgemini existierende sd&m zusammen mit dem Capgemini-Geschäftsbereich Package-based Solutions unter der gemeinsamen Marke Capgemini sd&m geführt. Seit 1. Juli 2010 ist der Namenszusatz sd&m entfallen. Das Unternehmen firmiert seither nur mehr unter Capgemini. Seit Juni 2011 existiert die rechtliche Gesellschaft Capgemini sd&m AG nicht mehr. Die Gesellschaft wurde mit der Capgemini Deutschland GmbH verschmolzen.